# Preben Lerdorff Rye
Preben Lerdorff Rye, født Orla Preben Larsen (23. maj 1917 i Rudkøbing – 15. juni 1995) var dansk skuespiller med mange roller i både film, teater og TV.
Preben var søn af maskinhandler Ernst Oluf Rye og hustru Signe Voldborg Hansen, forældrene var viet i København i 1910. Preben fik navneforandring to gange, først i 1934 og senere i 1943, senest fik han lov til at bruge mellem- og efter-navnet Lerdorff Rye.
Preben Lerdorff Rye blev uddannet på Odense Teater 1938-1940 og Det Kongelige Teaters elevskole 1940-1942 og var derefter skuespiller på Det Kongelige Teater indtil 1961. Fra 1966 skuespiller ved Odense Teater. 
Med sin unikke melankolske stil har han spillet mange pudsige roller gennem sin lange karriere. Han huskes især for rollen som den sindssyge Johannes i Carl Th. Dreyers Ordet fra 1955.
Han modtog i 1959 Bodilprisen for årets bedste mandlige præstation i filmen En fremmed banker på. I 1975 modtog han Kaj Munk-prisen
Han debuterede som forfatter i 1963 med den selvbiografiske roman Olav.

## Filmografi
- En ganske almindelig pige (1940)
- Tante Cramers testamente (1942)
- Afsporet (1942)
- Vredens dag (1943)
- De røde enge (1945)
- I går og i morgen (1945)
- Brevet fra afdøde (1946)
- Hans store aften (1946)
- Diskret ophold (1946)
- Røverne fra Rold (1947)
- Hatten er sat (1947)
- Hvor er far? (1948)
- Støt står den danske sømand (1948)
- Hr. Petit (1948)
- Mens porten var lukket (1948)
- Det gælder os alle (1949)
- Vi vil ha' et barn (1949)
- Kampen mod uretten (1949)
- Det hændte i København (1949)
- Din fortid er glemt (1950)
- Vesterhavsdrenge (1950)
- I gabestokken (1950)
- Smedestræde 4 (1950)
- Lyntoget (1951)
- Bag de røde porte (1951)
- Unge piger forsvinder i København (1951)
- Avismanden (1952)
- Kriminalsagen Tove Andersen (1953)
- Adam og Eva (1953)
- Sønnen (1953)
- Karen, Maren og Mette (1954)
- Kongeligt besøg (1954)
- Gengæld (1955)
- Ordet (1955)
- Ild og Jord (1955)
- Mod og mandshjerte (1955)
- Tante Tut fra Paris (1956)
- Hvad vil De ha'? (1956)
- Den kloge mand (1956)
- Ingen tid til kærtegn (1957)
- Amor i telefonen (1957)
- Der var engang en gade (1957)
- Skovridergården (1957)
- Sønnen fra Amerika (1957)
- Mig og min familie (1957)
- Lyssky transport gennem Danmark (1958)
- Vagabonderne på Bakkegården (1958)
- Mariannes bryllup (1958)
- En fremmed banker på (1959)
- Skibet er ladet med (1960)
- Frihedens pris (1960)
- Løgn og løvebrøl (1961)
- Premiere i helvede (1964)
- Paradis retur (1964)
- Der var engang (1966)
- Søskende (1966)
- Lille mand, pas på! (1968)
- Hosekræmmeren (1971)
- Præsten i Vejlby (1972)
- Nitten røde roser (1974)
- Normannerne (1976)
- Strømer (1976)
- Hærværk (1977)
- Lille spejl (1978)
- Rend mig i traditionerne (1979)
- Næste stop - Paradis (1980)
- Verden er fuld af børn (1980)
- Den ubetænksomme elsker (1982)
- Forbrydelsens element (1984)
- Hip Hip Hurra (1987)
- Babettes gæstebud (1987)
- Kampen om den røde ko (1987)
- Isolde (1989)
- Christian (1989)

## Priser
- 1951 Bodil-statuette for bedste mandlige hovedrolle i I gabestokken
- 1959 Bodil-statuette for bedste mandlige hovedrolle i En fremmed banker på
- 1975 Kaj Munk-prisen